# Le Buffet
Die Le Buffet Restaurant&Café Gesellschaft mbH war ein Unternehmen der Karstadt Warenhaus GmbH, das bundesweit 90 Restaurants im Bereich der Handelsgastronomie betrieb. Die zentrale Steuerung der Betriebe wurde von der LeBuffet GmbH mit Sitz in der Karstadt-Hauptverwaltung in Essen geleitet. Seit 27. Oktober 2021 firmiert das Unternehmen als Galeria Restaurant GmbH & Co. KG.

## Unternehmensstruktur
Das Unternehmen war mit den zwei Marken LeBuffet und RestaurantCafé präsent. Letztere bezeichnete ein klassisches Warenhaus-Gastronomiekonzept. Das 2001 erstmals im Karstadt Freiburg eingeführte Fresh-Flow-Konzept unter dem Markennamen LeBuffet hob sich von der Warenhausgastronomie ab. Die Zutaten wurden im LeBuffet-Restaurant wie auf einem Markt präsentiert, vom Gast ausgewählt und vor seinen Augen frisch zubereitet. Der Gast konnte zwischen der fernöstlichen Küche, Fisch- und Fleischspezialitäten vom Grill und italienischer Pasta wählen. Daneben gab es Salat- und Antipasti-Variationen sowie diverse Dessert-Spezialitäten wie hausgemachtes Eis und Kuchen.
Insgesamt an 41 Standorten präsentierte sich das Unternehmen mit dem Fresh-Flow-Konzept. Zu den größeren Restaurants, die unter dem Unternehmen LeBuffet firmierten, gehören unter anderem das Restaurant Wintergarten im KaDeWe und das Restaurant im Alsterhaus.
Das Unternehmen lag 2005 auf Rang 7 der größten Unternehmen der Systemgastronomie in Deutschland. 2004 erzielte das Unternehmen mit insgesamt 182 Betrieben einen Umsatz von 224,6 Millionen Euro, 2005 mit 169 Betrieben 208,4 Millionen Euro.
Seit 2016 wurden die Restaurants sukzessive in Karstadt Restaurant umbenannt. Ausgenommen hiervon sind die Restaurants im KaDeWe, im Alsterhaus und im Oberpollinger. Dies liegt daran, dass diese Warenhäuser in einer eigenen Gesellschaft, der KaDeWe Group organisiert sind.
Die Fusion von Karstadt und Galeria Kaufhof zu Galeria Karstadt Kaufhof zum 30. November 2018 führte im Laufe der Zeit auch zu der Fusion der Systemgastronomien der jeweiligen Unternehmen. Le Buffet (Karstadt) und Dinea (Galeria Kaufhof) wurden zu einem einzigen Konzept zusammengeführt.